# District scolaire 1 (Nouveau-Brunswick)
Le district scolaire 1 est un district scolaire francophone de la province canadienne du Nouveau-Brunswick. Il recouvre la portion sud de la province, ce qui inclut les zones urbaines et rurales autour de Moncton (incluant Memramcook et les environs), Saint-Jean et Fredericton.

## Mission et vision

### Mission
Analyse

### Vision
Analyse

## Écoles

### Écoles primaires et intermédiaires
Région de Moncton
- École Amirault
- École Anna-Malenfant
- École Carrefour de l'Acadie
- École Champlain
- École Le Mascaret
- École Saint-Henri
- École Sainte-Bernadette
- École Sainte-Thérèse

École allant de la maternelle à la 6e année
École allant de la 7e à la 8e année
École allant de la 7e à la 8e année, mais qui comprend aussi le secondaire (9e à la 12e année).

### Écoles secondaires
Région de Moncton
- École L'Odyssée
- École Mathieu-Martin

### Écoles primaires et secondaires combinées
Région de Fredericton
- École Sainte-Anne (6-12)
- École des Bâtisseurs (M-5)

Région de Saint-Jean
- École Samuel-de-Champlain (classes satellites pour M-3 aussi offertes à Quispamsis

Région de Oromocto
- École Arc-en-ciel

Région de Memramcook
- École Abbey-Landry